# 卡拉瓦里 (巴西)
04°52′58″S 66°53′45″W / 4.88278°S 66.89583°W

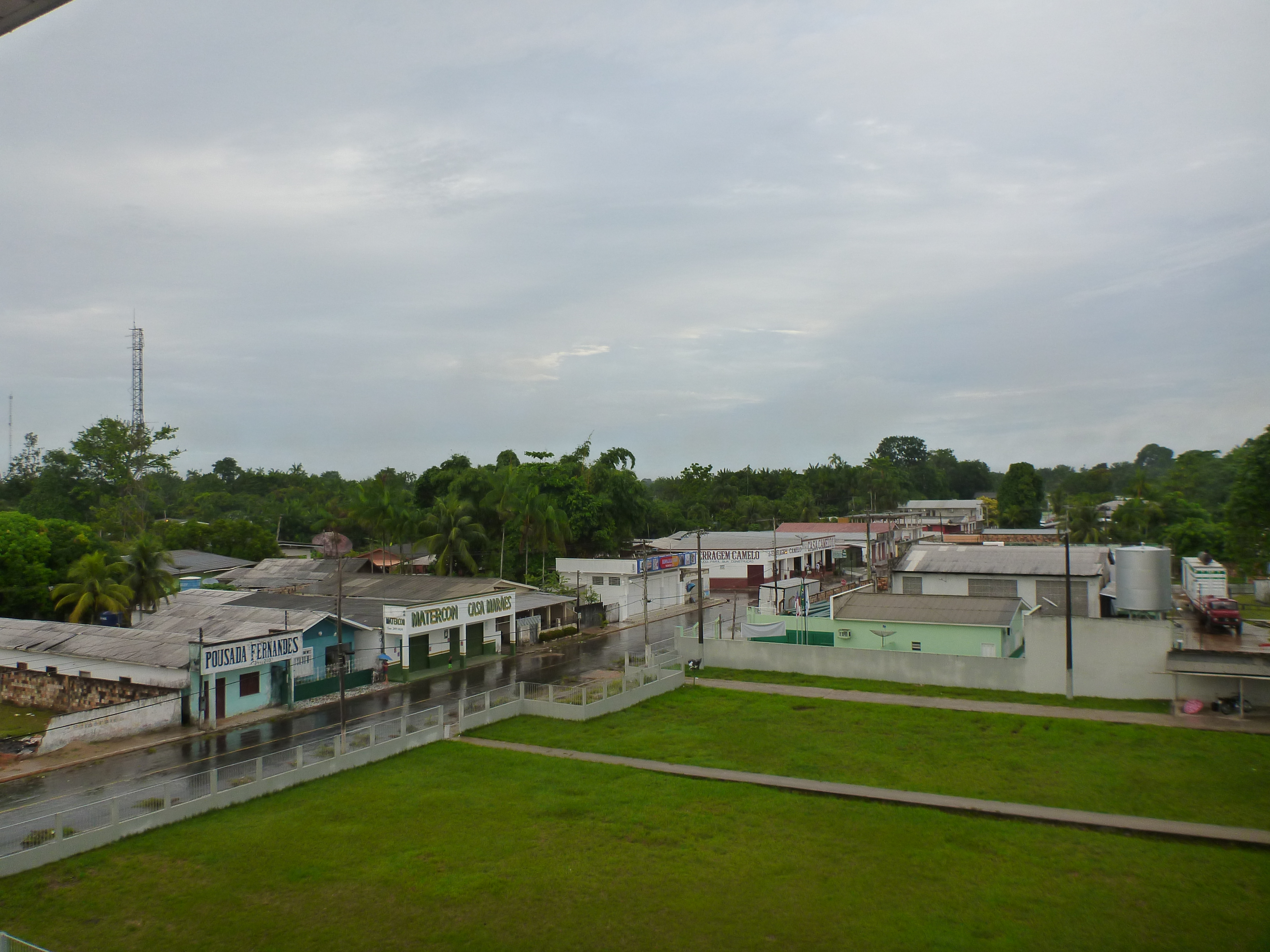
卡拉瓦里

卡拉瓦里（葡萄牙語：Carauari）是巴西的城鎮，位於該國北部，由亞馬遜州負責管轄，始建於1911年9月26日，面積25,767平方公里，海拔高度87米，2014年人口27,645，人口密度每平方公里1.07人。